# Barbichas-raiado

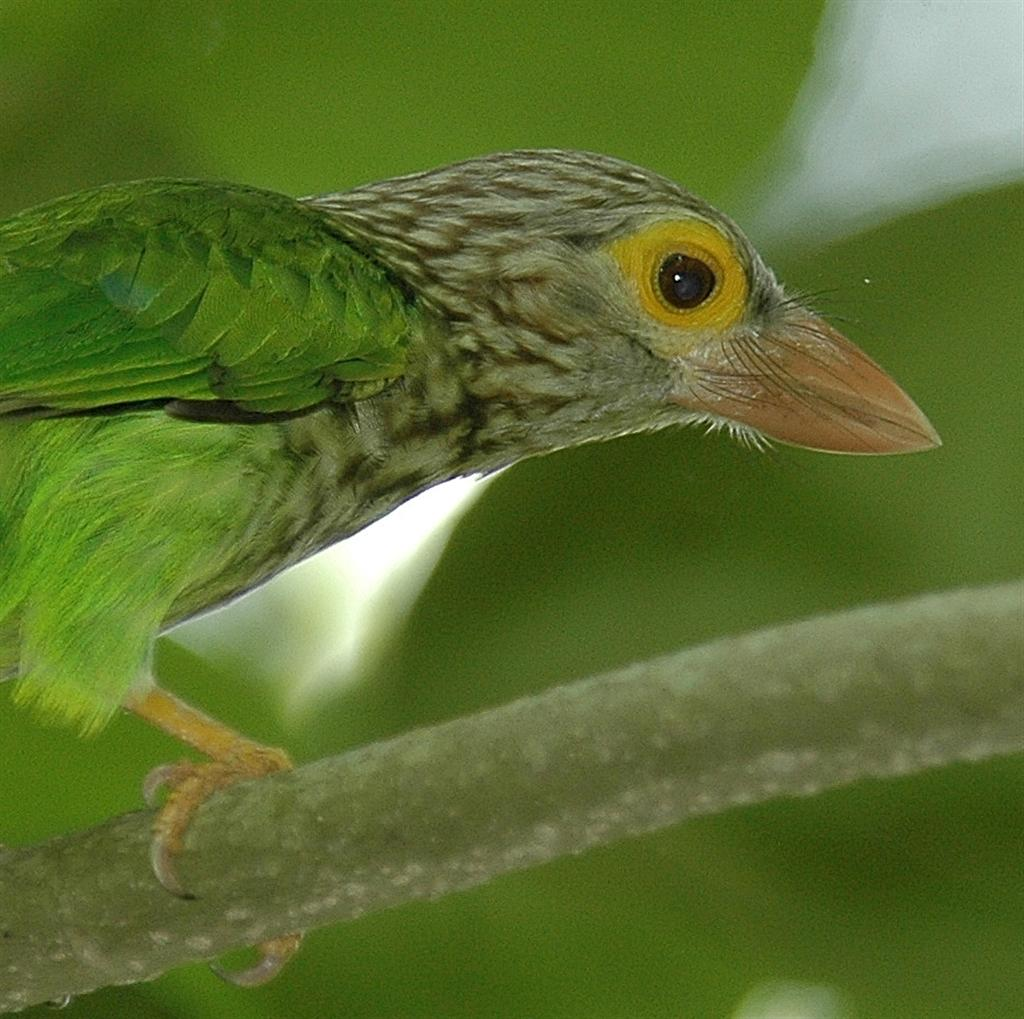
Megalarima lineate

Barbichas-raiado (Psilopogon lineatus) é uma ave asiática da família Megalaimidae nativa do Terai, a bacia do Bramaputra no Sudeste Asiático. É frugívoro e nidifica em buracos de troncos de árvores.